# احمد مقبل
دکتر احمد مقبل (۱۲۷۹ تهران – ۱۳۶۸ آمریکا) قاضی و وکیل دادگستری و دولتمرد دوران پهلوی بود. او وکالت عبدالحسین تیمورتاش وزیر دربار رضا شاه را به عهده داشت.
در مدرسه سن لویی تهران درس خواند و برای ادامه تحصیل به اروپا رفت و پس از کسب دکترای حقوق و اقتصاد به ایران بازگشت و در سال ۱۳۰۶ به دعوت علی‌اکبر داور وزیر عدلیه وارد مشاغل قضائی شد. چندی معاون مدعی‌العموم (دادستان) تهران و مدتی مستنطق (بازپرس) بود.
اشتغال دکتر مقبل به قضاوت زیاد به طول نینجامید. او پروانه وکالت گرفت و از وکلای سرشناس تهران شد. هنگامی که عبدالحسین تیمورتاش وزیر دربار در دیوان کیفر در دو نوبت محاکمه شد، وکیل او بود. علاوه بر وکالت رابط بین داور و تیمورتاش هم بود و پیام‌هایشان را رد و بدل می‌کرد. آخرین دفاع تیمورتاش را که تماماً عجز و التماس و استرحام بود، از طرف داور توسط مقبل به او گفته شده بود.
مقبل در اواخر سلطنت رضا شاه، وکالت دادگستری را رها کرد و مدیر کل وزارت دارایی شد. پس از شهریور ۱۳۲۰ به معاونت این وزارت‌خانه رسید و در سال ۱۳۲۷ در کابینه محمد ساعد وزیر کشاورزی شد. چندی هم عضو شورای عالی سازمان برنامه و عضو هیئت نظارت بر بانک ملی و مدتی هم دبیرکل شورای عالی اقتصاد بود. در سال ۱۳۳۴ در کابینه حسین علاء وزیر مشاور شد.